# Amblyseius parbatabasii
Amblyseius parbatabasii (лат.) — вид паразитиформных клещей рода Amblyseius из семейства Phytoseiidae (Mesostigmata). Мелкие свободноживущие хищные клещи длиной менее 1 мм. Индия (West Bengal, 1165 и 1700 м). От близких видов отличается следующими признаками: вентрианальный щит не вазообразный; сета z4 короткая, не длиннее двух третей расстояния между основаниями z4 и s4; щетинка z5 короче 500 мкм; дорзум без выемки на уровне R1; голень ноги IV с макросетами; каликс капсуловидный с шипастой наружной поверхностью. Дорсальный диск самки длиной 363—365 мкм, шириной 213—225 мкм, вентрианальный щит пентагональный с 3 парами преанальных щетинок. Дорсальные щетинки заострённые (заднебоковых щетинок PL 3 пары, а переднебоковых AL — 2 пары). Дорсальный щит склеротизирован. Вид был впервые описан в 2017 году по материалам из Индии, собранным на мандарине (Citrus reticulata, Rutaceae). Видовое название происходит от слова Специфическое имя parbatabasii — это существительное на бенгальском языке, означающее тот, кто живет в горах. Сходен с видом Amblyseius asperoservix McMurtry & Moraes, 1985.